# Transmisión vertical
La transmisión vertical es la transmisión de una infección u otra enfermedad de la madre a su hijo que puede ser antes del nacimiento (congénita), durante el parto (perinatal) y después del parto (neonatal). La transmisibilidad de un agente patógeno se refiere a su capacidad para transmitirse verticalmente.
El concepto de transmisión vertical es también usado en la genética de poblaciones para describir la herencia de un alelo o de una condición del padre o la madre.
La transmisión vertical tiende a evolucionar la simbiosis benigna. Por lo tanto es un concepto importante para la medicina evolutiva.
Debido a que la habilidad de un agente patógeno para transmitirse verticalmente depende directamente de la capacidad del huésped de reproducirse, su transmisibilidad tiende a ser inversamente proporcional a su virulencia. En otras palabras, los agentes patógenos más dañinos reducirán la tasa de reproducción del organismo huésped y por lo tanto será menos probable que sea transmitido a sus hijos, ya que habrá menos de estos.
A pesar de que el VIH a veces es transmitido en el período perinatal, su virulencia puede conocerse por el hecho de que su forma primaria de transmisión no es vertical. Además, la medicina ha reducido la frecuencia de la transmisión vertical del VIH.
El precio pagado en la evolución de la simbiosis es gigantesco, por muchas generaciones, casi todos los casos de transmisión vertical continuarán siendo patológicos. Sobre todo si hay otras rutas de transmisión. Son necesarias muchas generaciones de mutaciones aleatorias y de selección para lograr evolucionar la simbiosis. Durante este tiempo, la gran mayoría de los casos de transmisión vertical exhibirán muestras de la virulencia inicial.
En la teoría de la herencia dual, la transmisión vertical se refiere al pasaje de rasgos culturales de los padres a sus hijos.